# Georg Häfner

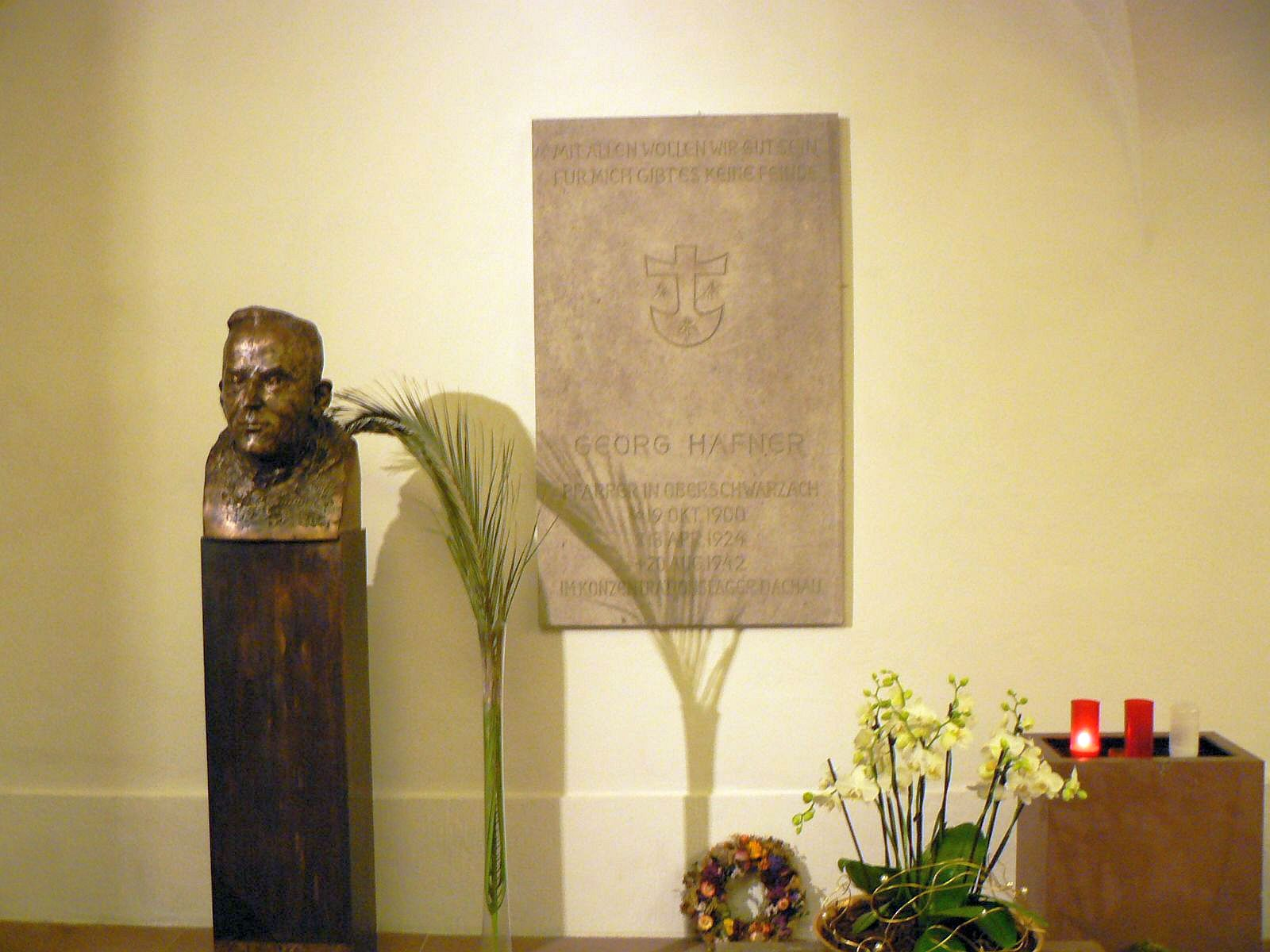
Grafsteen en buste van Georg Häfner.

Georg Simon Joseph Häfner (Würzburg, 19 oktober 1900 - Dachau, 20 augustus 1942) was een Duitse, katholieke, bij de nationaalsocialisten in ongenade gevallen pastoor in de Beierse plaats Oberschwarzach. Hij stierf in het concentratiekamp Dachau en werd op 15 mei 2011 in de Dom van Würzburg zalig verklaard.

## Levensbeschrijving
Ondanks zijn bescheiden afkomst stelden zijn ouders hem in staat om theologie te studeren. Twee jaar na aanvang van de studie trad Häfner toe tot de derde orde van de ongeschoeide karmelieten onder de naam Aloysius van het Allerheiligste Sacrament. Zijn wijding tot priester vond op 13 april 1924 plaats. Zijn eerste mis vierde Häfner in het Würzburger klooster Himmelspforten. Alvorens zijn benoeming tot priester van Oberschwarzach in Franken in 1934 diende Häfner op verschillende plekken als kapelaan.
De priester kwam in de problemen doordat hij openlijk weigerde de Hitlergroet te brengen. Dit wekte de toorn bij de nazi's en de autoriteiten verboden hem vervolgens nog de toegang tot de plaatselijke scholen voor het geven van catechese. Heimelijk bleef de priester echter kinderen religieus onderricht en voorbereiding op het vormsel geven. Van zijn afkeer jegens het nationaalsocialisme maakte de priester in zijn preken en uitingen geen enkel geheim, hij noemde de nazi's zelfs bruine mestkevers. Uiteraard bleef dit niet zonder gevolgen en Häfner werd dan ook herhaaldelijk bij de Gestapo ontboden voor verhoor.

## 1941
In augustus 1941 kreeg de priester een verzoek om de laatste sacramenten toe te dienen aan een ernstig ziek partijlid van de NSDAP. De stervende nazi had zijn katholieke geloof ingeruild voor de nationaalsocialistische ideologie en later ook zijn vrouw voor een andere vrouw. Tijdens het bezoek van de priester verklaarde de nazi zijn tweede, niet door de kerk erkende, huwelijk als "voor God en zijn geweten" nietig. De tot inkeer gekomen nazi kreeg een kerkelijke begrafenis en bij de teraardebestelling preekte de priester "Michaël Wünsch is volledig verzoend met de Heer gestorven, heeft zijn tweede huwelijk ongeldig verklaard en zal in gewijde aarde worden begraven". Ziedend verlieten aanwezige nazi's de plechtigheid. Enkele weken later arresteerde de Gestapo de priester en beschuldigde hem van ophitsing en misbruik van het priesterlijke ambt. De priester werd in eerste instantie in de gevangenis van Würzburg vastgehouden. Pogingen van de vicaris-generaal om de priester vrij te krijgen bleven vruchteloos en op 12 december 1941 werd de priester zonder gerechtelijk besluit naar Dachau getransporteerd, waar hij in het priesterblok terechtkwam en onder nummer 28876 werd ingeschreven.
Ook in Dachau weet Häfner zijn priesterambt uit te oefenen. Zijn lot beschouwde hij als een beproeving van God. Aan zijn ouders schreef hij: "Het is door de Here God voorbestemd dat ik de kruisweg verder ga." Over zijn eigen lijden schreef hij zijn ouders niets. Zijn medegevangenen omschreven de priester als een stille, zeer vrome en bescheiden priester die gelaten zijn kruis droeg. Niemand hoorde van de priester ooit een kwaad woord, hij bad zeer veel en werd door andere priesters tot voorbeeld gesteld.
Op 20 augustus 1942 om 07:20 uur stierf Georg Häfner in Dachau aan de gevolgen van mishandeling en ondervoeding. Zijn urn werd op 18 december 1942 op de voor priesters bestemde afdeling van het Würzburger kerkhof bijgezet.

## Data zaligverklaring
- 9 december 1982: de urn van Georg Häfner wordt naar de crypte van de Würzburger Neumünster overgebracht
- 23 juli 1992: het bisschoppelijke proces tot zaligverklaring wordt ingezet
- 3 juli 2009: ondertekening decreet door paus Benedictus XVI waarmee de priester tot martelaar wordt verklaard
- 8 september 2010: bekendmaking zaligverklaring op 15 mei 2011
- 15 mei 2011: zaligverklaring in de Sint-Kiliansdom van Würzburg